# أوبي (أبروتسو)
أوبي (بالإيطالية: Opi)‏ هي بلدية في مقاطعة لاكويلا في إقليم أبروتسو الإيطالي.

## السكان
في سنة 1861 بلغ عدد السكان 774 نسمة، وتطور العدد ليصل في سنة 2011 لـ 428 نسمة.
يظهر هذا المخطط البياني تطور النمو السكاني لـ أوبي (أبروتسو)